# Драммондвилл
Дра́ммондвилл (англ. Drummondville, французское произношение — Драммонви́лль) — город в области Центральный Квебек, расположенной к востоку от Монреаля на реке Сен-Франсуа. Население, согласно переписи 2006 года, составляет 67 392 человека. Мэром города является Франсин Рес-Жутр.

## История
Драммондвилл был основан в июне 1815 года подполковником Фредериком Джорджем Эриотом. Целью основания города было обеспечение домов для британских солдат в войне 1812 года и защита реки Сент-Франсуа против американских атак. Город был назван в честь сэра Гордона Драммонда, вице-губернатора Верхней Канады в 1813—1816 годах.
Строительство ГЭС Хеммингс Фолс в 1920 году принесло новую волну роста промышленного производства в городе.

## Известные люди
| - Луиз Бедар, хореограф - Грегори Чарльз, певец, автор песен и актёр - Иван Курнуайе, хоккеист - Мишель Кассон, композитор - Жильбер Дионн, хоккеист - Марсель Дионн, хоккеист - Жорж Дор, композитор, поэт и эссеист - Джессика Дюбе, фигуристка - Мари-Элен Фонтен, актриса - Ивон Готье, философ - Бернард Госслин, режиссёр - Жан-Мари Бенуа, композитор - Норман Джутрас, юрист, политик - Патрик Лалим, хоккеист - Ивон Ламберт, хоккеист | - Бернард Лемер, основатель газеты - Рита Летендр, художник - Гастон Мандевиль, композитор, исполнитель - Дэвид Марин, композитор, исполнитель - Рене Мартель, певец - Ким Пуарье, актриса - Даниэль Робишо, радиоведущий - Патрик Сенекаль, писатель - Карине Ванас, актриса - Бриджит Баужоли, певец - Рафаэль Нейдерер, хоккеист - Матье Перро, хоккеист - Стефани Бедар, певец - Жордж Хамел, певец - Жиль Паренто, музыкант |

## Туризм и достопримечательности
В городе находится несколько художественных галерей, два собора, проводятся различные фестивали. Имеется около 10 театров.
Близ города расположена деревня Антан, где реконструирован квебекский быт с XIX по начало XX века. Имеется мини-музей в поместье Трент.